# PZL–130 Orlik
A PZL–130 Orlik a lengyel PZL „Warszawa-Okęcie” repülőgépgyár légcsavaros gázturbinával felszerelt, kétüléses kiképző és gyakorló repülőgépe. Légirendészeti, és könnyű csatarepülőgép feladatkörben, valamint sport- és műrepülési célra is alkalmazható repülőgép.

## Története
A repülőgép tervezése az 1980-as évek elején kezdődött a varsói PZL-Okęcie vállalat tervezőirodájában Andrzej Frydrychewicz irányításával. A repülőgép első koncepciója 1981-re készült el, ekkor már PZL–130 típusjellel és Orlik néven.
Az első, motor és berendezések nélküli prototípust a földi szilárdsági tesztekhez használták fel. 1984-ben készült el a 246 kW teljesítményű szovjet Vegyenyejev M–14PM csillagmotorral felszerelt második, repülőképes prototípusa, amellyel az első felszállást 1984. október 12-én hajtották végre. Ezt követte a még szintén 1984-ben levegőbe emelkedett harmadik, majd az első repülését 1985-ben végrehajtó negyedik prototípus (mindkettő csillagmotorral felszerelve).
1985-ben a negyedik prototípust Kanadába szállították, ahol a csillagmotor helyett egy Pratt & Whitney Canada PT6A–15A légcsavaros gázturbinát építettek be, modern avionikai berendezéseket kapott és a pneumatikus rendszerét hidraulikusra cserélték. A szárnyak alatt oldalanként két-kétrögzítési pontot alakítottak ki üzemanyag-póttartályok és fegyverzet rögzítése céljára.

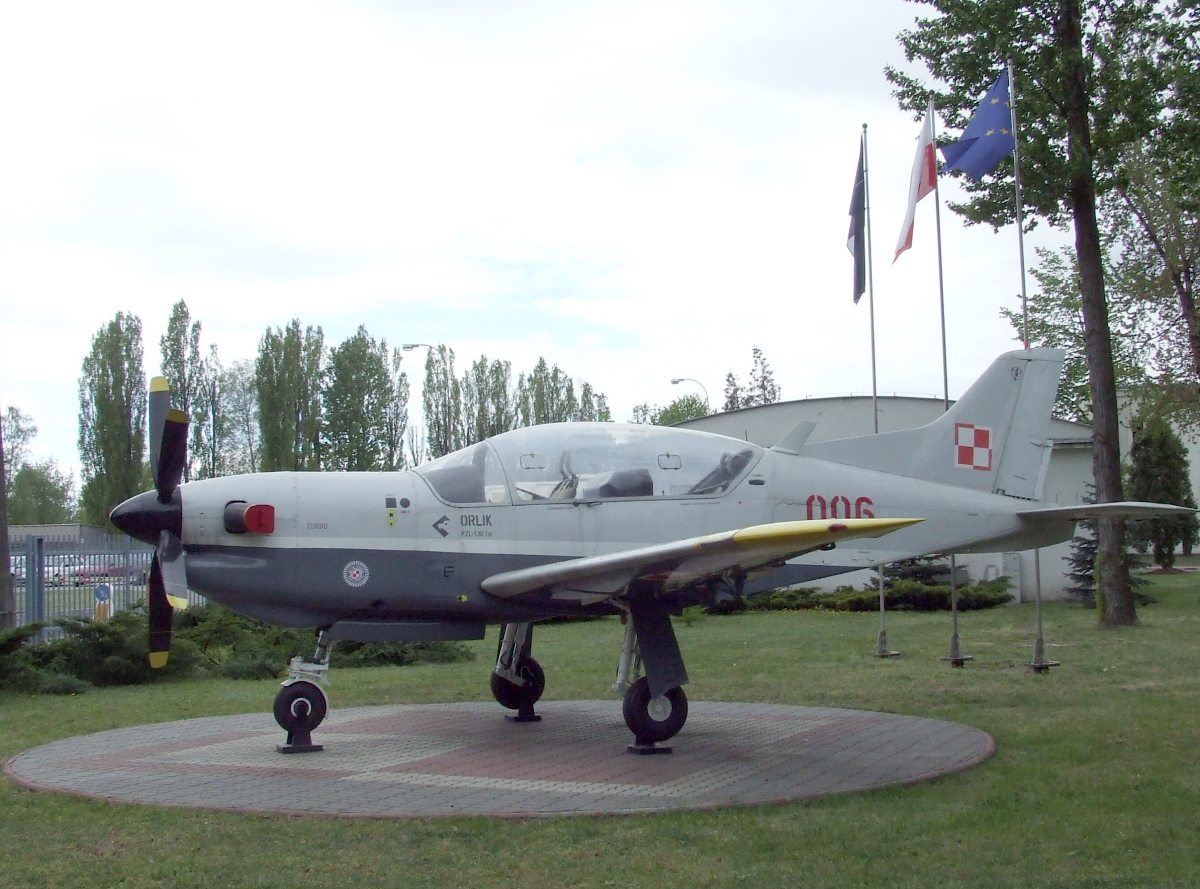
A PZL–130TM változatúra átépített hatodik prototípus a Légierő Műszaki Intézete (ITWl) előtt kiállítva

A Kanadában történt átalakítás után a negyedik prototípus a PZL–130T Turbo Orlik típusjelzést kapta. Az átépített géppel 1986. július 13-án hajtották végre az első felszállást. A gép azonban 1987-ben egy tesztrepülés során lezuhant, a katasztrófában egy lengyel és egy kolumbiai pilóta vesztette életét.
A baleset után a gázturbinás változatú PZL–130T fejlesztési programját felfüggesztették. Lengyelországban azonban megépítették az ötödik és a hatodik prototípust is, amelyekbe az M–14PM csillagmotor Lengyelországban továbbfejlesztett változatát, a PZL-Kalisz K8–AA motort építették. A két gép szárnyának fesztávolsága nagyobb volt, mint a korábbi prototípusoké. Az ötödik és a hatodik prototípust átadták a Lengyel Néphadseregnek csapatpróbára. A tesztrepülések során arra a következtetésre jutottak, hogy a Kanadában átépített negyedik prototípus katasztrófája ellenére érdemes foglalkozni a légcsavaros gázturbinás változat fejlesztésével. Erre a célra a csehszlovák Motorlet (később Walter) vállalat M601E légcsavaros gázturbináját választották, amelyet a következő, hetedik prototípusba építették be. A Walter-gázturbinával felszerelt, PZL–130TM típusjelet kapott prototípust 1991-ben adták át csapatpróbára a lengyel repülő csapatoknak. A géppel szerzett kedvező tapasztalatok nyomán az ötödik és a hatodik prototípust is átépítették gázturbinásra, ezeket a gépeket 1992-ben adták vissza csapatpróbára. A következő, nyolcadik prototípusba ismét a kanadai Pratt & Whitney Canada PT6A–25A típusú légcsavaros gázturbinát építették be egy háromtollú légcsavarral, a gép pedig a PZL–130T típusjelet kapta (ebből a változatból további három prototípus készült).
A légierő a prototípusokkal végzett tesztrepülések során újabb követelményeket fogalmazott meg. Ezek szerint a gépnek rossz látási viszonyok közötti repülésre, műszerrepülés oktatására, földi és légi célok támadásának gyakorlására, valamint gyakorló- és műrepülésre is alkalmasnak kell lennie. Az új elvárásoknak megfelelő, Walter M601T légcsavaros gázturbinával és öttollú légcsavarral felszerelt kilencedik, PZL–130TB típusjelű prototípus 1992 elejére készült el. A gép repülési jellemzőit sikerült közelíteni a lengyel légierő alapvető kiképző gépének, a TS–11 Iskra sugárhajtású kiképző és gyakorló repülőgép tulajdonságaihoz. A repülőgéppel 1993-ban elvégzett tesztrepülések alapján a típust csapatszolgálatra alkalmasnak minősítették azzal, hogy a pilótafülkébe katapultüléseket kell építeni és a gépet repülési adatrögzítő berendezéssel (feketedoboz) kell felszerelni. Az ilyen kiépítettségű változat kapta később a PZL–130TC–I típusjelet (TC – Training Capability).

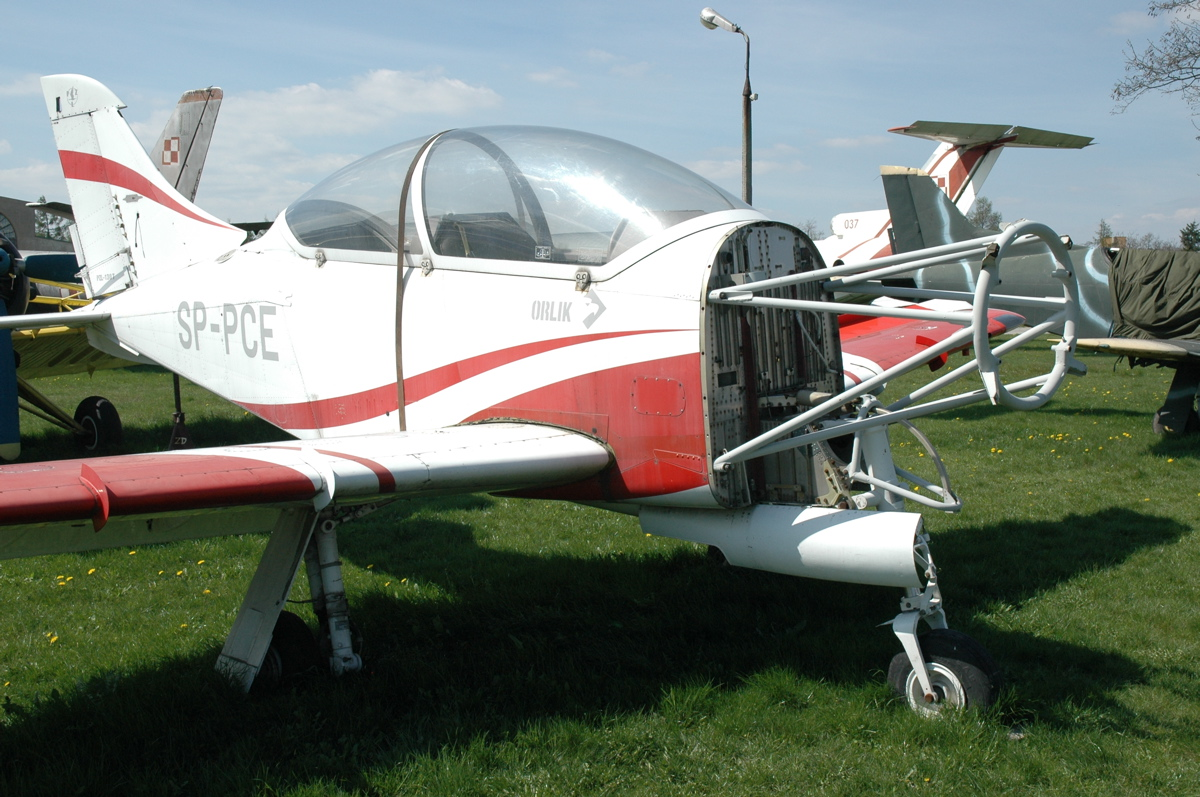
Az Orlik tizenegyedik, PZL–130T változatú prototípusa a krakkói Lengyel Repülési Múzeumban kiállítva (hajtómű nélkül)

Időközben a légierő 48 db PZL–130TB-re adott megrendelést a PZL-Okęcie gyárnak. A sorozatgyártás 1994-ben kezdődött el. Az első széria gépek a Radomban állomásozó 60. Kiképző Repülőezrednél (2000-től 2. Repülő-kiképző Központ) álltak szolgálatba.
A sorozatgyártással egyidőben a PZL-nél a kilencedik, PZL–130TB változatú prototípust PZL–130TC–1 kiépítettségűre alakították át. Az átépített prototípus a berepülések során ugyan lezuhant, ennek ellenére a sorozat 37. példányától a gép a TC–1 kiépítésben készült, 1998-ig pedig valamennyi korábban gyártott PZL–130TB-t PZL–130TC-1 változatúra építettek át.
2004-ben az egyik sorozatgyártású, a 2. Repülő-kiképző Központ állományába tartozó 047-es oldalszámú példányt átalakították. Változtattak többek között a szárny geometriáján, valamint a Walter M601 gázturbina helyett nagyobb teljesítményű és nagyobb üzemidő tartalékkal rendelkező Pratt & Whitney Canada PT6–25C légcsavaros gázturbinát építették be, amely négytollú Hartzell-légcsavart hajt. A gép modernebb avionikai berendezéseket kapott, módosították az oktató katapultülésének pozícióját és a szárnyak alatt hat felfüggesztési csomópontot alakítottak ki. Az átalakított gép a PZL–130TC–II típusjelet kapta.  Ezt követően még egy (037-es oldalszámú), Radomban állomásozó gépet alakítottak át TC–II változatúra. (A lengyel légierő tervei szerint további 9 db PZL–130TC–I-et modernizálnak PZL–130TC–II változatúra.)
A PZL Warszawa-Okęcie bemutatott egy továbbfejlesztett példányt is. A modernebb avionikával és HUD-al felszerelt gép típusjelzése PZL–130TC–III.

## Alkalmazása
A típust a Lengyel Légierő rendszeresítette, ahol kiképzési célokra használják. 37 darab áll szolgálatban a 2. Repülő-kiképző Központban (2 db TC–II, a többi TC–I változat)
A lengyel légierő 1998. január 1-jén megalakított „Orlik” bemutató csoportja 7 db PZL–130TC–I  Olrik gépet használ.
A típus hatodik (006-os oldalszámú), PZL–130TM változatúra átépített (Walter M601E gázturbinával felszerelt) prototípusa Varsóban, a Légierő Műszaki Intézete (ITWL) előtt van kiállítva.

## Szerkezeti kialakítása és műszaki jellemzői
Teljesen fémépítésű, alsószárnyas kialakítású repülőgép, sárkánya félhéjszerkezet. A szabadonhordó szárny trapéz alakú, egybe épített, átmenő főtartókkal készült. Szárnya mechanizált. A kétrészes, Fowler-rendszerű réselt ívelőlapok elektromos működtetésűek. A szárnyakban helyezték el az integrált tüzelőanyag-tartályokat, amelyek befogadóképessége 640 l.
Hajtóműve a 490 kW maximális teljesítményű, cseh Walter M601 légcsavaros gázturbina, amely öttollú, szintén cseh gyártmányú, 2,3 m átmérőjű Avia V510/7 típusú légcsavart hajt meg. A TC–II-re átépített változatoknál Pratt&Whitney PT6–25C gázturbinát és ötágú, Hartzell gyártmányú légcsavart alkalmaznak.
A hidraulikusan működtetett, behúzható futóműve tricikli elrendezésű. Az orrfutót a törzsbe, a főfutókat a szárnyba húzzák be. A főfutók kereke hidraulikusan fékezhető. A rugós tagok gáz- és olajtöltetűek.
A repülőgépre a szárnyak alatt kialakított 4 db (a TC–I változattól 6 db) felfüggesztő csomópontra lehet fegyverzetet rögzíteni. Felszerelhető 7,62 mm-es géppuskát tartalmazó konténerrel, 100 kg-os bombákkal, valamint földi célok elleni nemirányított rakétát hordozó konténerekkel.
A pilótafülkében tandem elrendezésben két db, zéró-zéró Martin-Baker Mk. PL11B katapultülés kapott helyet. A hátsó ülés az oktató jobb kilátása érdekében kissé magasabban helyezkedik el, mint a növendék első ülése.

## Típusváltozatok

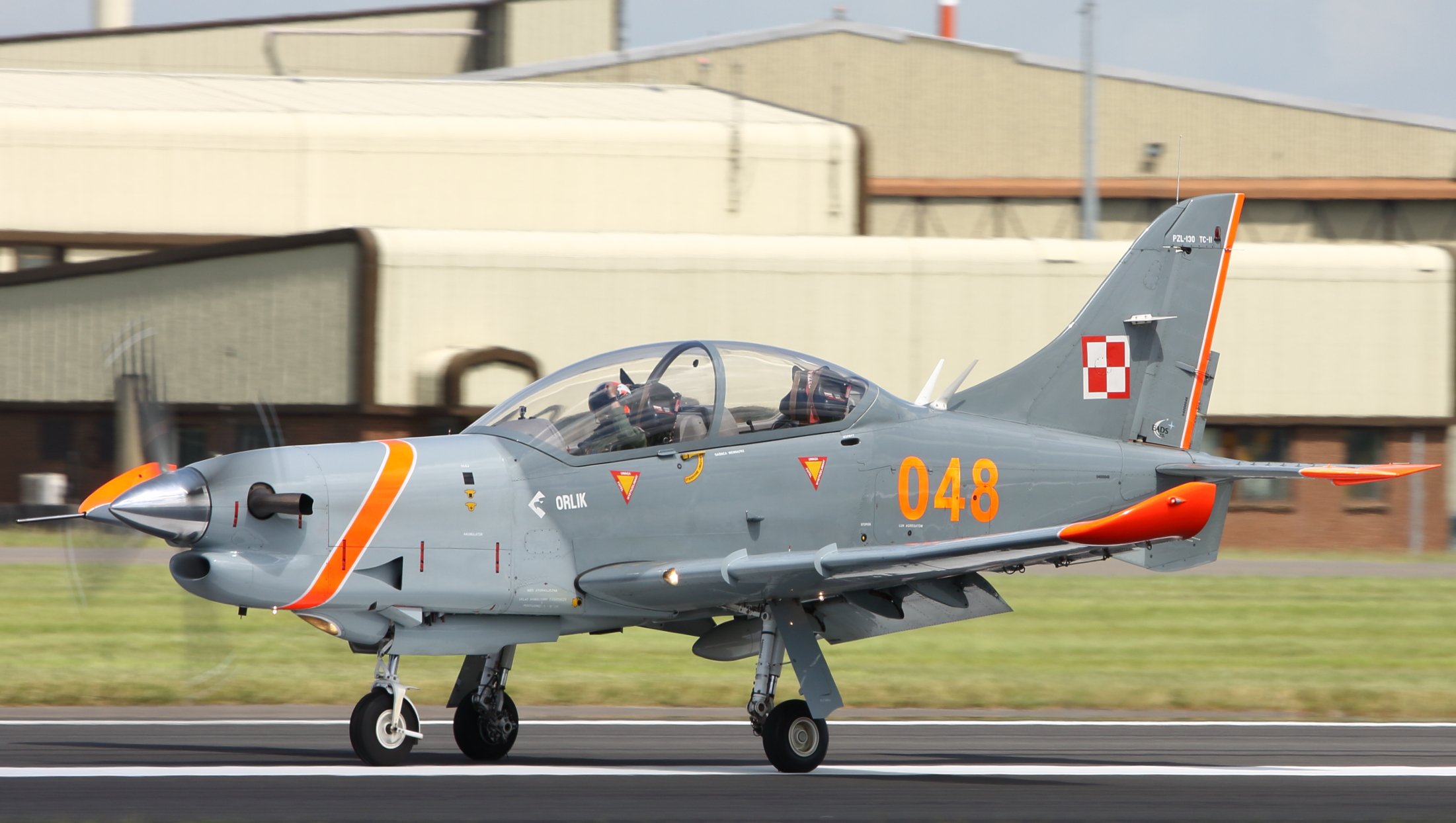
PZL–130 TC–II Orlik

- PZL–130 Orlik – Az első prototípusok Vegyenyejev M–14PM csillagmotorral felszerelve,
- PZL–130T Turbo Orlik – Pratt & Whitney Canada PT6A–25P gázturbinával felszerelt prototípus,
- PZL–130TM Orlik – Walter M601E légcsavaros gázturbinával felszerelt prototípus,
- PZL–130TB Orlik – Walter M601T légcsavaros gázturbinával felszerelt sorozatgyártású változat,
- PZL–130TC–I Orlik – a PZL–130TB Orlik modernizált, katapultüléssel ellátott változata,
- PZL–130 TC–II Orlik – a PZL–130TC–I Orlik modernizált, Pratt & Whitney Canada PT6A–25C légcsavaros gázturbinával felszerelt változata,
- PZL–130TC–III Orlik – Modernizált, fejlettebb avionikával és HUD-al felszerelt változat (csak bemutató példány).

## Műszaki adatok (PZL–130TC–II)

### Méret- és tömegadatok
- Hossz:  9,30 m
- Fesztáv: 10 m
- Magasság: 3,53 m
- Szárnyfelület: 14,56 m²
- Üres tömeg: 1825 kg
- Maximális felszálló tömeg: 2950 kg

### Hajtómű
- Hajtóművek száma: 1 db
- Típusa: Pratt & Whitney Canada PT6A–25C légcsavaros gázturbina
- Teljesítménye: 560 kW

### Repülési adatok
- Maximális sebesség: 501 km/h
- Gazdaságos utazósebesség: 480 km/h
- Átesési sebesség: 134 km/h
- Emelkedőképesség: 14 m/s
- Szolgálati csúcsmagasság: 10 000 m
- Hatótávolság: 1170 km (üzemanyag-póttartályokkal 2200 km)
- Kigurulási úthossz: 300 m
- Felszállási úthossz: 345 m